# 蔣公亮
蔣公亮（1909年12月25日—1990年2月21日），諱恭亮，字家齊。雲南省鶴慶縣人。民國37年（1948年）在雲南省第三選區當選第一屆立法委員。

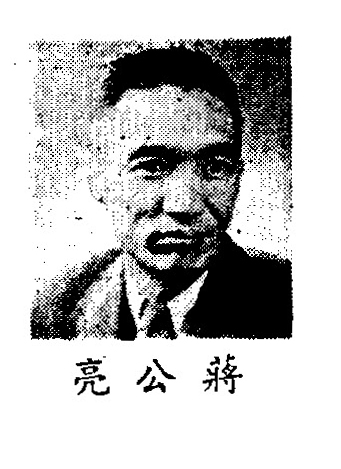
出席制憲國民大會代表時

## 生平[1][2][3][4][5][6][7]
- 昆明成德中學、雲南講武學校、成德中學
- 雲南東陸大學預科、廣州中山大學生物系肄業
- 國民革命軍十八軍楊杰部中、上尉警衛營排長、代理連長、學習參謀
- 中央軍校六期工科畢業
- 中央黨政高級班民政組研究結業
- 革命實踐研究院結業
- 國軍第47師、161師、第60軍、第9軍政治部主任、特派員、少將副師長、161師代師長
- 第六戰區戰幹團訓練班副主任
- 中央軍校黨委
- 中央訓練部幹事
- 三民主義青年團雲南支團部常務監察
- 中國國民黨雲南省黨部執行委員、統一委員
- 雲南省民政廳主任秘書、代理廳長
- 制憲國大代表
- 雲南省第三選區當選立委李元凱被撤銷資格，遞補爲立法委員
- 行政院總體戰執行委員
- 中國家庭計劃協會理事長
- 1990年2月20日，為使國民黨提名的立法院院長候選人能順利選出抱病出席，因被擠氧氣筒脫離缺氧而倒地不起，次日病逝